# خيال تآمري
يُعد الخيال التآمري (أو الإثارة التشكيكية) نوعًا فرعيًا من خيال الإثارة. كثيرًا ما يتألف أنصار الإثارة التآمرية من الصحفيين أو المحققين الهواة، الذين يجدون أنفسهم (عن غير قصد في كثير من الأحيان) يتحركون وفق خيط صغير يكشف النقاب عن مؤامرة ضخمة تمتد في نهاية المطاف «نحو القمة». تُعاد صياغة تعقيدات الوقائع التاريخية لتصبح مسرحية أخلاقية، يتسبَّب فيها الأشرار بوقوع أحداث سيئة، ثم يتعرف عليهم الصالحون ويهزمونهم. كثيرًا ما تُمثل المؤامرات على أنها قصص «رجل معرض لخطر» (أو «امرأة معرضة لخطر»)، أو تثمر عن روايات بحث مشابهة لتلك الموجودة في قصص الأشباح وقصص المحققين.
من المواضيع الشائعة في مثل هذه الأعمال أن الشخصيات التي تكشف النقاب عن المؤامرة تواجه صعوبة في التحقق من الحقيقة وسط الخداع: فالشائعات، والأكاذيب، والدعاية، والدعاية المضادة تبني بعضها على بعض إلى أن يتشابك ما هو مؤامرة وما هو مصادفة. تتضمن العديد من أعمال الخيال التآمري أيضًا موضوعات التاريخ السري والخيال التشكيكي.

## الخيال التآمري في الأفلام
في عام 1944، أنتج فريتز لانغ فيلمًا بعنوان منستري أوف فيير، وفيه يتعين على البطل أن يفضح منظمة تعمل في الظاهر كمنظمة خيرية باعتبارها واجهة للجواسيس النازيين.
في عام 1958، أنتج أورسن ويلز فيلمًا بعنوان تاتش أوف إيفل، وهو فيلم بطولة شارلتون هيستون وأورسن ويلز نفسه، وفيه يعمل كضابط شرطة مكسيكي (هيستون) مع نقيب شرطة أمريكي (ويلز)، والذي قد تبين في النهاية أن ويلز هو الشرير الحقيقي الذي نجح في تأمين إدانته مرارًا وتكرارًا من خلال تلفيق الأدلة ومحاولة التغطية على هذه المؤامرة.
يتضمن الموسم الأول من مسلسل ستار تريك التلفزيوني لعام 1966 حلقة قام فيها أحد أفراد الطاقم بتزييف وفاته وتلفيق التهمة للقبطان كيرك لمحاكمته عسكريًا بتهمة الإهمال الجنائي، بينما كان يعبث في نفس الوقت بحاسوب المؤسسة (الذي يبدو أنه معصوم من الخطأ) لضمان حدوث الإدانة.
في فيلم الخيال العلمي سويلنت غرين لعام 1973، يقوم شارلتون هيستون بدور ضابط شرطة يحقق في مقتل رجل أعمال، ويكتشف أن النخبة قد برزت في المجتمع بالاحتيال عبر إثراء أنفسهم بتحويل الأموات إلى مادة غذائية اصطناعية تسمى سويلنت غرين، وأن المسؤولين عن التآمر يستخدمون القتل لإسكات أولئك الذين، بمن فيهم هيستون، يسعون إلى كشف أن «سويلت غرين هي عبارة عن الناس».
في عام 1976، أخرج المخرج ألان جيه. باكولا وكاتب السيناريو ويليام غولدمان فيلم أول ذا برزيدنس مين (كل رجال الرئيس)، استنادًا إلى القصة الحقيقية للمجهودات التي بُذلت في كشف جرائم الرئيس نيكسون التي حاولت الحكومة التغطية عليها.
في عام 1985، أنتج تيد كوتشيف فيلم رامبو: فيرست بلد بارت 2 (رامبو: الدم الأول 2) وهو (تتمة فيلم عام 1982 فيرست بلد) بطولة سيلفستر ستالون بوصفه جون رامبو، وهو أحد قدامى محاربي حرب فيتنام، الذي يسعى إلى إنقاذ أسرى الحرب الأمريكيين الذين وقعوا في الأسر في فيتنام، وجرى التستر على وجودهم.
في عام 1993، أنتج كريس كارتر المسلسل التلفزيوني ذي إكس فايلز (الملفات الغامضة) حول اثنين من عملاء مكتب التحقيقات الفيدرالي يتعاملان مع أشكال من الحياة خارج الأرض والتي تتعمد الحكومة إخفاء وجودها.
يصور المسلسل التلفزيوني بريزون بريك لعام 2005 رجلًا يرسل نفسه عمدًا إلى السجن لمساعدة شقيقه على الفرار، وذلك بعد معرفة أن شقيقه قد لُفق له تهمة قتل شقيق نائب الرئيس، وحُكم عليه بالإعدام نتيجة مؤامرة مدبرة.
تدور أحداث المسلسل التلفزيوني ذا منتاليست 2008 -2015، حول باتريك جاين، الذي يكشف تحقيقه عن القاتل المحترف المعروف باسم ريد جون، بوجود تنظيم سري داخل أجهزة إنفاذ القانون.
يركز مسلسل ذا بلاك ليست (القائمة السوداء) لعام 2013 على عقل إجرامي مدبر يعقد صفقة مع مكتب التحقيقات الفيدرالي في محاولة للقضاء على العصابة السرية التي لفقت له التهمة، والتي تضم بين أعضائها المدعي العام ووزير الخارجية ومستشار الأمن القومي.
يصور مسلسل هاوس أوف كاردز (بيت البطاقات) المعروض على شبكة نتفليكس عضوًا طموحًا وانتهازيًا في الكونغرس يشق طريقه نحو الرئاسة ويبذل قصارى جهده لإخفاء هذه الحقيقة.